# برنهارد بریتین
برنهارد بریتین (انگلیسی: Bernhard Britting؛ زادهٔ ۲۲ اکتبر ۱۹۴۰) قایقران روئینگ اهل آلمان بود.
وی در مسابقات کشوری و بین‌المللی در مجموع برندهٔ ۳ مدال طلا، ۲ مدال نقره شده‌است.